# 이관희 (농구 선수)
이관희(李官熙, 1988년 4월 29일 ~ )는 한국프로농구 원주 DB 프로미 소속 농구 선수이다. 2011년 KBL 드래프트에서 전체 15순위로 서울 삼성 썬더스에 지명되었다.포지션은 슈팅 가드이다. 
솔로지옥3에 출연하였다. 
If Boy이다.
허세가 많다.

## 학력
- 칠곡초등학교
- 단국대학교 사범대학 부속중학교
- 낙생고등학교
- 연세대학교

## 경력
- 2011년 ~ 2021.2.3 : 서울 삼성 썬더스 (2011년 KBL 드래프트 2라운드 5순위)
- 2021년 ~ : 창원 LG 세이커스